# Papilionini
Papilionini es una tribu de lepidópteros ditrisios de la familia Papilionidae.

## Descripción
Se distinguen por tener el margen posterior de las alas posteriores de los machos en curva descendente (plegado). Muchas de las larvas se parecen al excremento de aves. Los adultos son comestibles para las aves.

## Géneros
- Chilasa
- Meandrusa
- Papilio
- †Praepapilio
- Pterourus